# Cristina Pedreira de Tenreiro
Cristina Pedreira de Tenreiro (Ferrol, La Coruña, 1897 - México, ?) fue una archivera española.

## Biografía y trayectoria
Nació en la ciudad gallega de Ferrol y fue funcionaria archivera que estuvo destinada en el Ministerio de Estado. Perteneció a la Asociación de Funcionarios Públicos de la UGT de Valencia y también al Cuerpo Facultativo de Archiveros, Bibliotecarios y Arqueólogos.
Después del golpe de Estado en España de julio de 1936 se fue exiliada a Suiza, con su marido Ramón María Tenreiro. Tras quedarse viuda a finales de 1939 se trasladó a Francia donde embarcó en el buque De Grasse hacia México. El viaje se inició en el puerto de El Havre, hizo escala en Nueva York, y llegó a México el 29 de febrero de 1940, desembarcando en Nuevo Laredo (Tamaulipas).
En México trabajó activamente en el Comité Femenino de la Junta de Auxilio a los Republicanos Españoles (JARE), siendo su vocal, mientras Pilar Bolívar era la presidenta. La JARE fue la principal organización asistencial que tuvo el exilio español en México. El Comité Feminino estaba subordinado a otras instancias de la JARE, como la Delegación y el Comité de Socorros y sus sueldos eran notablemente inferiores. La composición del Comité Femenino de la JARE lo formaban en su mayoría mujeres que tenían en común ser viudas o esposas de personalidades ilustres afines a Indalecio Prieto. Se les asignó el papel tradicional de cuidados atribuido a las mujeres y se encargaban de asuntos de las familias exiliadas, tanto en relación con la esfera doméstica en cuestiones de alimentación, vestimenta, asistencia a mujeres embarazadas y la instrucción y educación de los niños y niñas. En cuanto a su actuación pública, subordinada a la dirección de la JARE, consistía en contestar cartas, atender peticiones de las necesidades de ayuda, como las becas y la intendencia de los colegios subvencionados por la JARE, préstamos de dinero a las familias y también las relaciones públicas con el gobierno mexicano y sus instituciones.
No está clara la fecha de fallecimiento de Cristina Pedreira y en relación con el lugar del mismo, solamente consta en la ficha del Portal de Archivos Españoles (PARES) como último lugar de residencia en México (Distrito Federal, México).